# Elsa Jonason
Elsa Jonason, ogift Danielsson, född 1889, död 5 maj 1925 i Stockholm,  var en av Sveriges första kvinnliga filmrecensenter och Dagens Nyheters första kvinnliga kritiker och filmrecensent. Jonason skrev sina recensioner under pseudonym med signaturerna Marfa och Dan.

## Biografi
Elsa Jonason, som var dotter till pastor Aron Danielson och Gerda Tenow, började skriva om film i Dagens Nyheter 1915 och fick fast anställning där som just filmkritiker. Hon var aktiv som filmskribent fram till sin död i barnsäng vid 36 års ålder 1925 och vann respekt för en balanserad och självständig kritikerinsats.
Hon gifte sig 1920 med Dagens Nyheters sportjournalist och sportchef David Jonason (1894–1975). De fick sonen Anders Jonason (1925–1993), som också blev journalist.